# Koira Kano
Pour les articles homonymes, voir Kano.

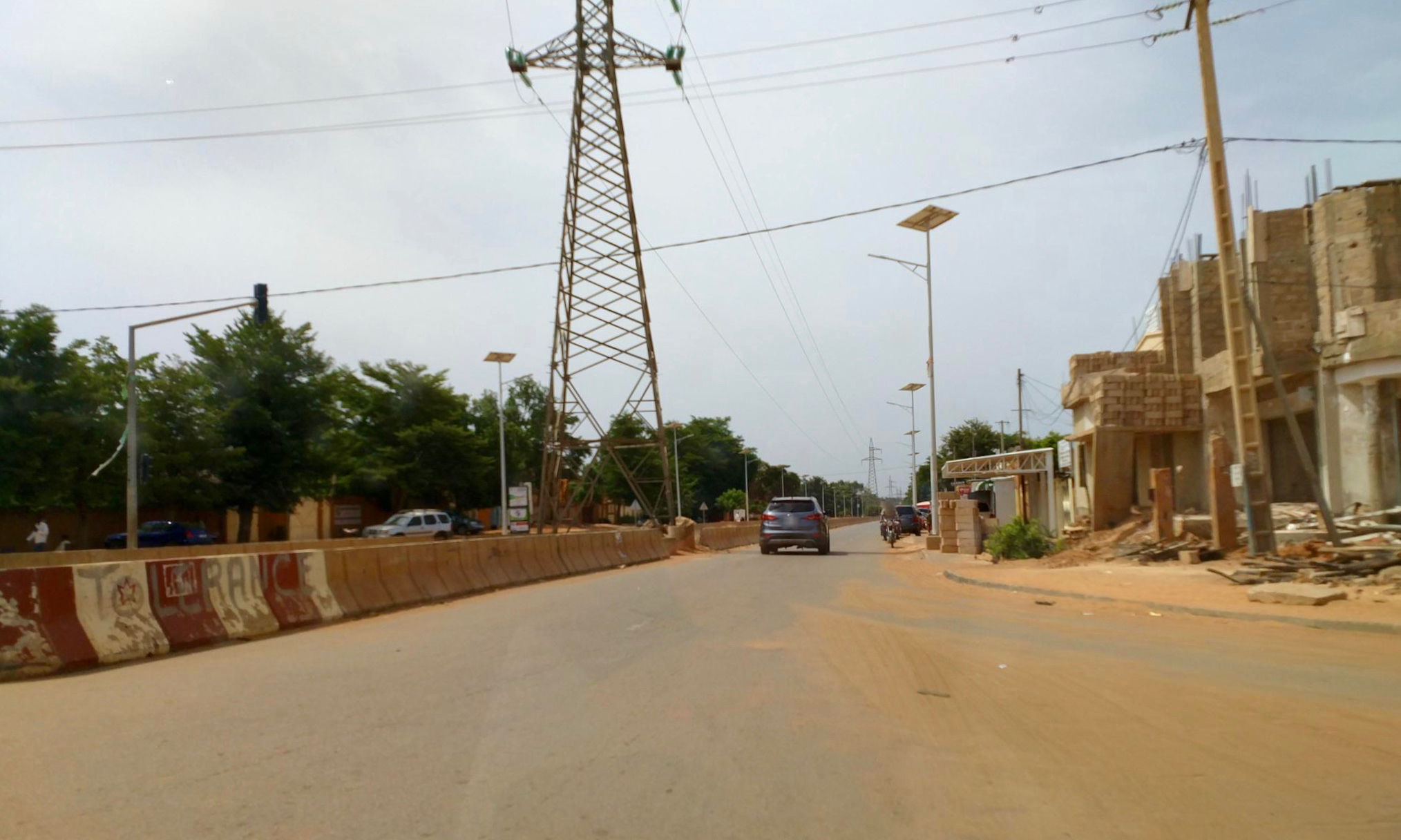
Boulevard Askia Mohamed à Koira Kano, Niamey.

Koira Kano, qui signifie en zarma « ville agréable», est un quartier résidentiel de Niamey, arrondissement de Niamey I se trouvant près de la centrale d'électricité Nigélec. Aujourd'hui quartier en expansion, décrit comme « huppé », Koira Kano n'était au début des années 1990 que de vastes champs pour éleveurs.
Dans le quartier se trouve le parc d'agrément Koirakano, la clinique, plusieurs ambassades notamment celle des États-Unis et des supermarchés et le grand cimetière de Niamey. C'est un quartier assez riche car il s'y trouve des ministres et les maisons sont luxueuses. Elle est connue comme étant le quartier où les terrains sont les plus chers de Niamey. Les routes sont en cours d'aménagement.

## Ministères et institutions
- Ministère du Pétrole
- Ministère de l'Énergie et des Énergies renouvelables
- Institut géographique national